# Blair Cochrane
Blair Onslow Cochrane, OBE (* 11. September 1853 in Darlington; † 7. Dezember 1928 in Bembridge, Isle of Wight) war ein britischer Segler.

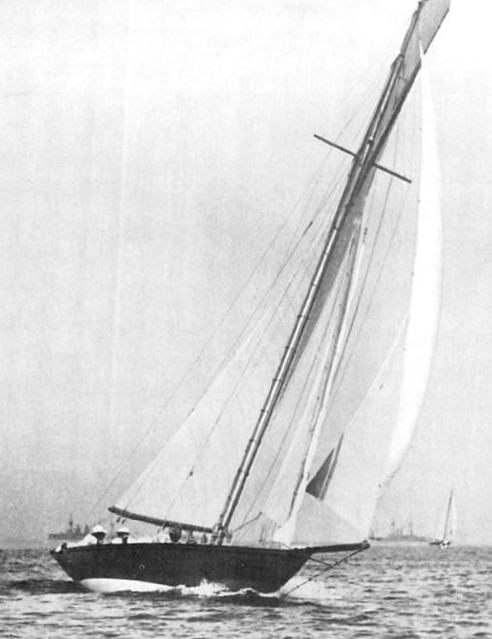
Cobweb, 8mR-Yacht, Goldmedaille 1908

## Erfolge
Blair Cochrane nahm in der 8-Meter-Klasse an den Olympischen Spielen 1908 in London teil. Er war Skipper der Cobweb, die mit vier weiteren Booten um die Medaillen segelte. Das Gesamtresultat orientierte sich am besten Ergebnis der einzelnen Wettfahrten. Dabei belegte die Cobweb in drei Wettfahrten zweimal den ersten Platz, womit sie die Regatta auf dem ersten Rang vor dem einmal siegreichen schwedischen Boot Vinga von Skipper Carl Hellström und dem zweimal zweitplatzierten britischen Boot Sorais von Skipper George Ratsey beendete. Neben Cochrane wurden die Crewmitglieder Charles Campbell, John Rhodes, Henry Sutton und Arthur Wood somit Olympiasieger.
Cochrane war ebenso wie John Rhodes mit einer Schwester Henry Suttons verheiratet. Er war Mitglied im Royal Victoria Yacht Club und von 1909 bis 1913 dessen Rear Commodore. Während des Ersten Weltkriegs diente er als Captain in der Royal Horse Artillery. 1919 wurde er als Officer des Order of the British Empire ausgezeichnet.